# Kroppkaka
Kroppkaka (meervoud: kroppkakor) is een Zweeds aardappelgerecht, dat oorspronkelijk uit de zuidoostelijke landschappen Småland, Öland, Gotland en Blekinge komt, maar tegenwoordig door supermarkten in het hele land verkocht wordt.

## Ingrediënten
Kroppkakor zijn een soort van knoedels die gemaakt worden van een aardappeldeeg, dat bestaat uit aardappelen, meel, eieren en zout en piment om het gerecht te doorkruiden. Het aardappeldeeg wordt vaak gevuld met een mengsel van spek en uien. Kroppkaka wordt vaak geserveerd met rode bosbessensaus, room of gesmolten boter.

## Naam
Het woord kroppkaka is ontstaan de jaren 20 van de negentiende eeuw en is een samenstelling van de woorden kropp en kaka. Kropp (en kroppning) is dialect en betekent een knoedel (Zweeds: klimp) van meel en water gekookt in een soep; kaka betekent koek.